# Ignác Lengelacher
Ignác Lengelacher (25. července 1698 – asi 1780) byl barokní sochař působící především v oblasti jižní Moravy.

## Život a dílo

### Počátky
Ignác Lengelacher se narodil 25. července 1698 v Dolním Peissenbergu v Horních Bavořích. První zmínky o něm pocházejí z roku 1717, kdy pracoval ve Vídni jako pomocník v dílnách Giovanni Stanettiho, Lorenza Mattielliho a Giovanni Giulianiho. Společně s nimi pracoval na výzdobě sochařskými díly zahrady Belveder ve Vídni.

### Práce v Mikulově

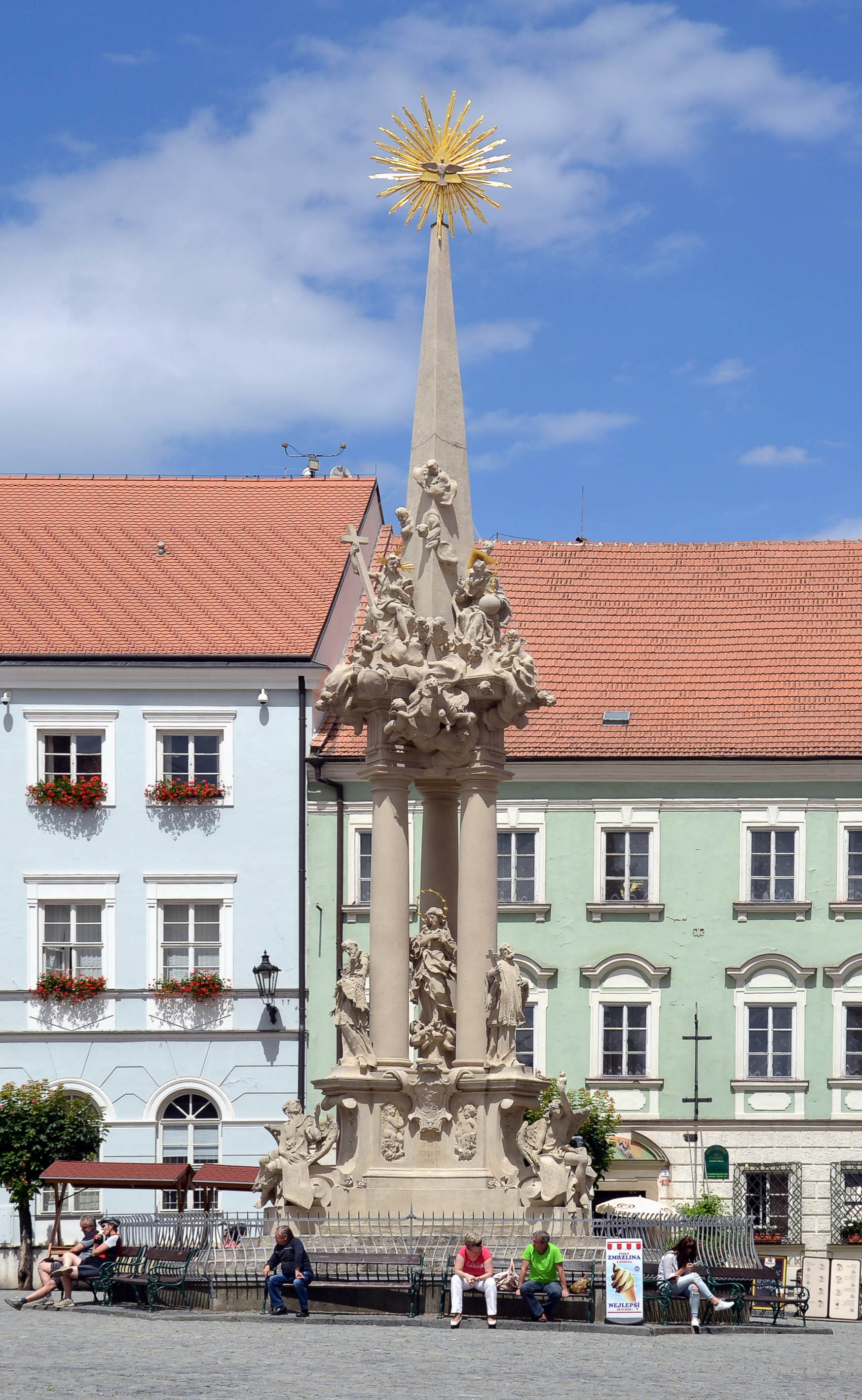
Sloup sv. Trojice v Mikulově

Poté vstupuje do služeb knížete Walter Xaver z Ditrichštejnu, stává se tak knížecím sochařem a pracuje na výzdobě jeho zámku v Mikulově, odkud pochází jeho socha Neptuna. K jeho nejranějším pracím v Mikulově patří svatotrojický sloup (1724 – 1725), který stál před někdejším kostelem sv. Anny. Byl nejspíše realizován podle návrhu malíře A. J. Prennera. Sloup je charakteristický svou odvážnou vznosností a zároveň subtilní architektonickou koncepcí. Na sloupu se objevují figury andělů, hlavy andílků, dětské figury a socha Immaculata. Figury jsou detailně malebně formovány. Příkladem jsou tamní andílci působící živou bezprostředností, což je vidět na mnoha dalších Lengelacherových postavách.
V Mikulově od roku 1726 dále vytvořil skulptury pro mikulovskou zámeckou bránu vedoucí do zahrady a sochařskou výpravu schodiště zámku. Za zmínku stojí výzdoba čestného dvora, tzv. Oslího dvora. Výzdobné motivy byly velmi různorodé – amfory s figurálními motivy, zvířecí motivy, dětské postavy, putti, busty a dekorativní vázy. Tato jeho díla jsou vyloženě dekorativního charakteru. V bývalé kapli sv. Anny, dnešní hrobce, vytvořil reliéf svaté Anny, jehož součástí jsou dvě ženské postavy držící tento reliéf. Dalším dílem z Mikulova je dřevěná, polychromovaná socha sv. Jana Nepomuckého z roku 1740. Tato socha se dnes nachází v Moravské galerii v Brně. Sv. Jan Nepomucký byl jeho častým ikonografickým námětem, dával si však pokaždé záležet na obměňování kompozice a proměňování výrazu, aby nedošlo ke stereotypnosti námětu. Mezi jeho další oblíbený ikonografický motiv patří sv. Florián.
Je mu rovněž připisováno autorství svatostánku (Aron ha-kodeš) v mikulovské Horní synagoze.

### Svatojánské sochy
Mezi jeho nejvýznamnější svatojánské sochy patří sochy v Olbramovicích (1728), Nových Mlýnech (1731) a v Dolních Kounicích (1735). U těchto soch je vždy důležitá citová složka a jako doprovod postavy andílků.

### Výzdoba kostelů

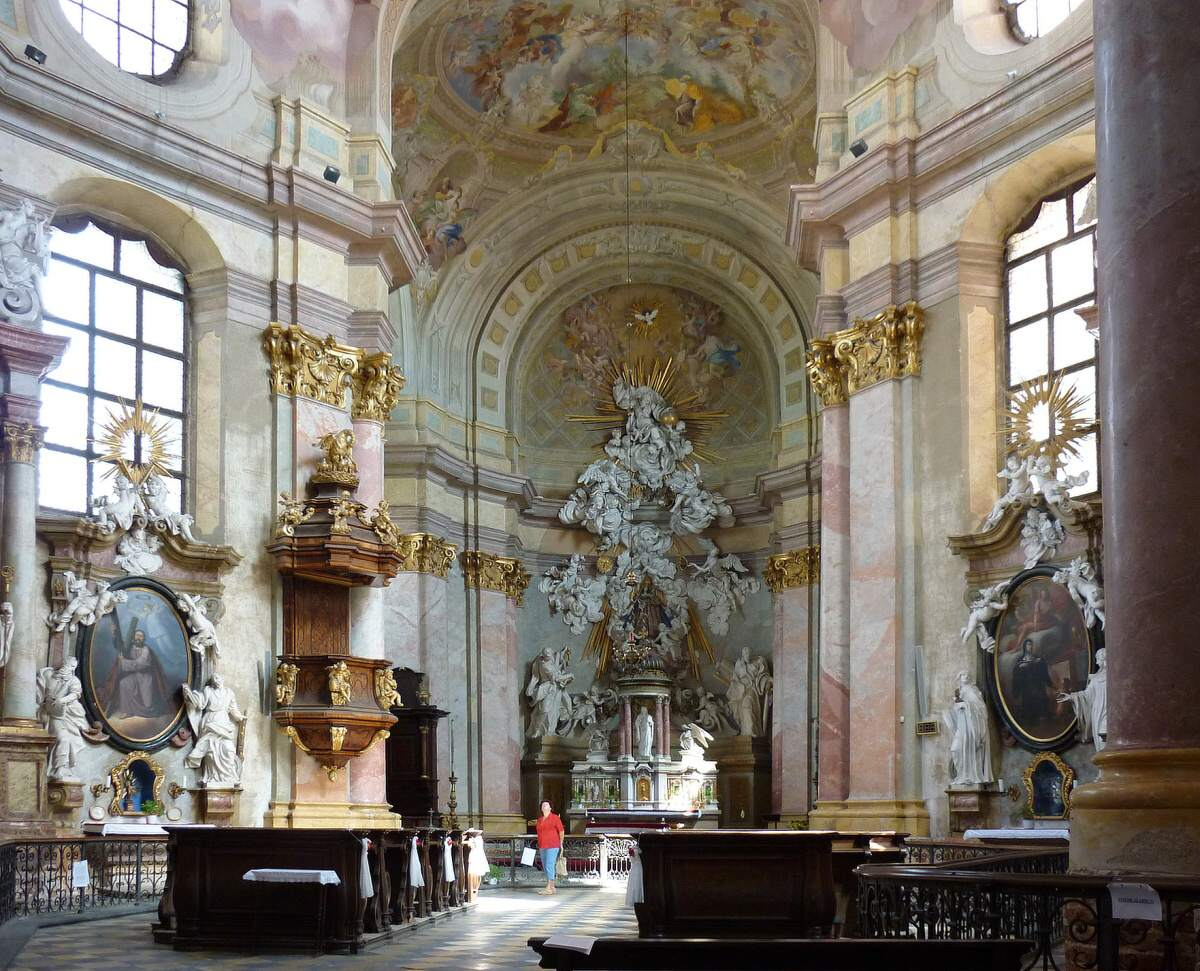
sochařská výzdoba klášterního kostela v Rajhradě od Ignáce Lengelachera

Na přelomu 20. a 30. let 18. století pracoval na plastickém vybavení kostela v Dolních Věstonicích a klášterním kostele benediktinů v Rajhradě. V Dolních Věstonicích vytvořil boční oltáře, vyzdobil kazatelnu, vytvořil řadu apoštolských postav a ztvárnil hlavní oltář s archandělem Michaelem. V Rajhradě se jednalo o velmi náročnou výzdobu, kde se naplno projevilo jeho sochařské umění. Vyzdobil zde hlavní oltář, kazatelnu a varhanní chór. Mezi další místa, kde Lengelacher působil, patří i Pouzdřany (kostel svatého Mikuláše a Václava), Křtiny, Drnholec a Znojmo. Na těchto místech se podílel především na výzdobě kostelů.

### Dekoratérské práce
Dekoratérským pracemi Lengelachera se může pochlubit zahrada v Židlochovicích, Bzenci a Slavkově u Brna. Ve Slavkově u Brna navázal na Giulianiho sochařských cyklus a doplnil jej několika figurami. Těmto především alegorickým figurám mají blízko i jeho vázy, sochy sv. Kryšpína a Norberta na průčelí Santiniho kostela ve Křtinách. Jeho dílo vykazuje znaky sochařovy jistoty a je provedené do detailů s dokonalou precizností.

### Konec života
Roku 1754 rozprodal ve veřejné dražbě inventář své mikulovské dílny a odešel z Čech do Bádenska, kde působil především v Karlsruhe a v Rastattu. Zemřel kolem roku 1780.